# Choshuenco
Choshuenco es un balneario lacustre de 625 habitantes (censo de 2002) ubicado en la ribera oriente del lago Panguipulli, formando parte de la comuna de Panguipulli en la Región de Los Ríos, Chile.
Poblado por mapuches y colonos que llegaron a este rincón de la selva valdiviana motivados por la explotación de la madera, fue ésta  desde sus inicios en los años 40 su principal fuente laboral. Posteriormente uno de los hechos que marcó a Choshuenco, se produjo el 20 de enero de 1970, cuando un incendio destruyó gran parte del pequeño poblado.
En la playa se encuentra abandonado el Vapor Enco, medio de transporte que recorría el Lago Panguipulli tres veces por semana hasta la apertura del camino que comunica con Panguipulli; con una capacidad para 150 personas.
Próximo a Choshuenco se encuentra el Volcán Mocho Choshuenco de 2.430 m s. n. m. La última gran erupción del Volcán Mocho se registró en 1864.
La localidad cuenta con señal 3G de Entel Chile y Movistar Chile, además de 2G por Claro Chile. WOM y Virgin Mobile Chile también cuentan con señal vía roaming.

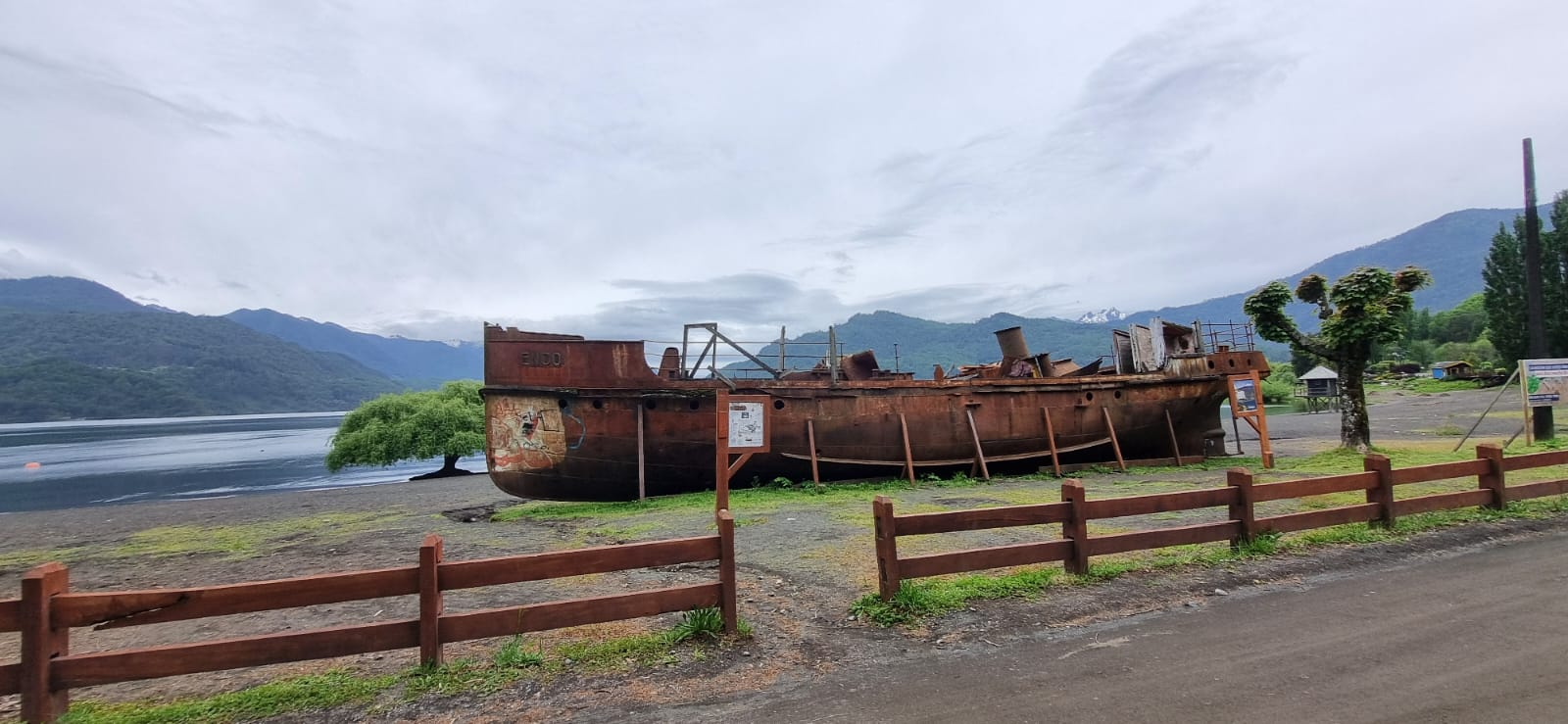
Barco antiguo en balneario Choshuenco, Chile.

## Riesgos volcánicos
Este sector corresponde a una zona considerada de 'Moderado Peligro' de ser afectadas por lahares generados durante erupciones explosivas y de mayor magnitud originadas en el volcán Mocho-Choshuenco. De acuerdo al Mapa de Peligros del complejo volcánico Mocho-Choshuenco se encuentra bajo clasificación (Mlh). Corresponde principalmente a los bordes de los cauces de ríos y cordones radiales más elevados de la caldera, que podrían ser afectados por sobreflujos y posteriores remociones en masa. Esto podría afectar a las localidades de Choshuenco, el aeródromo Molco y el sector del Salto del Huilo Huilo.
Toda la zona comprendida entre el sur del Lago Panguipulli hasta la ribera oeste del Lago Pirehueico es una zona con 'Muy Alto Peligro' de ser afectada por caída de piroclastos balísticos y eventualmente también por bombas pumiceas de diámetro mayor a 6 cm.